# Valters Lagzdins
Valters Lagzdins (* 3. März 1989 in Riga, Lettland) ist ein deutscher Volleyballspieler.
Valters Lagzdins spielte als Jugendlicher seit 1995 beim TV Bühl, wo er in jeder Altersklasse zahlreiche Erfolge feiern konnte. 2005 wechselte er mit Simon Quenzer und Jonas Hemlein (ebenso Jugendspieler des TV Bühl) zum VfB Friedrichshafen. Dort spielte er, bis zu seiner Rückkehr 2007 nach Bühl, bei den Youngstars Friedrichshafen in der 2. Bundesliga. 2009 gelang Valters Lagzdins mit dem TV Bühl der Aufstieg in die 1. Bundesliga. 2014 wechselte der Diagonalangreifer zum Zweitligisten SV Fellbach. Hier wurde er 2015 und 2016 Meister der 2. Bundesliga Süd. Außerdem wurde Valters Lagzdins 2015 zum Most Valuable Player (MVP) der 2. Bundesliga Süd gewählt. Von der Stadt Fellbach wurde er mit dem bronzenen Ehrenblatt geehrt.